# Love Explosion
Love Explosion je četvrti studijski album američke pjevačice Tine Turner. 

## Popis pjesama
Strana A
1. "Love Explosion" - 5:55
2. "Fool For Your Love" - 3:24
3. "Sunset on Sunset" - 3:35
4. "Music Keeps Me Dancin'" - 3:49

Strana B
1. "I See Home" - 5:19
2. "Backstabbers" - 3:34
3. "Just a Little Lovin'" - 3:12
4. "You Got What I'm Gonna Get" - 3:08
5. "On the Radio" - 3:49